# Rzeki w Polsce

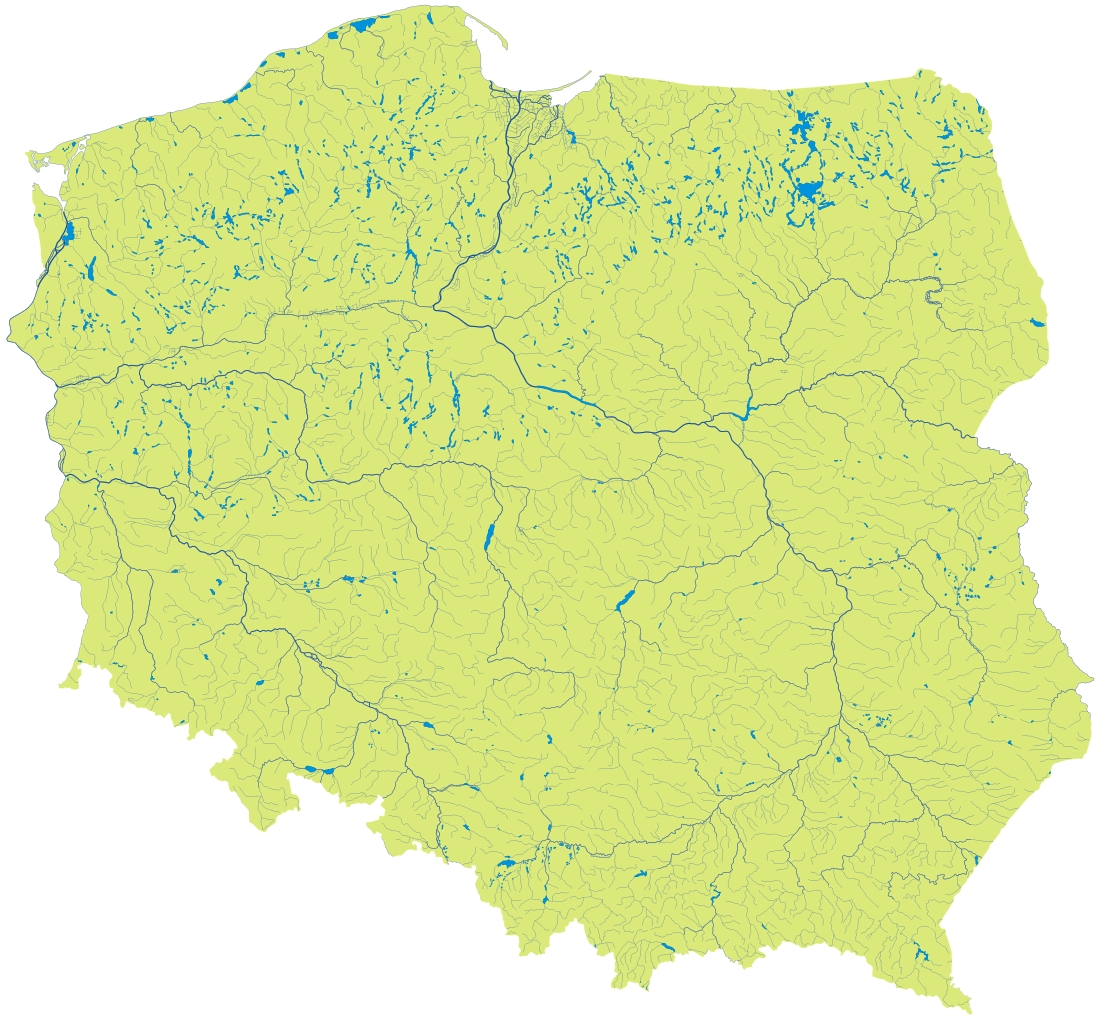
Sieć hydrograficzna Polski

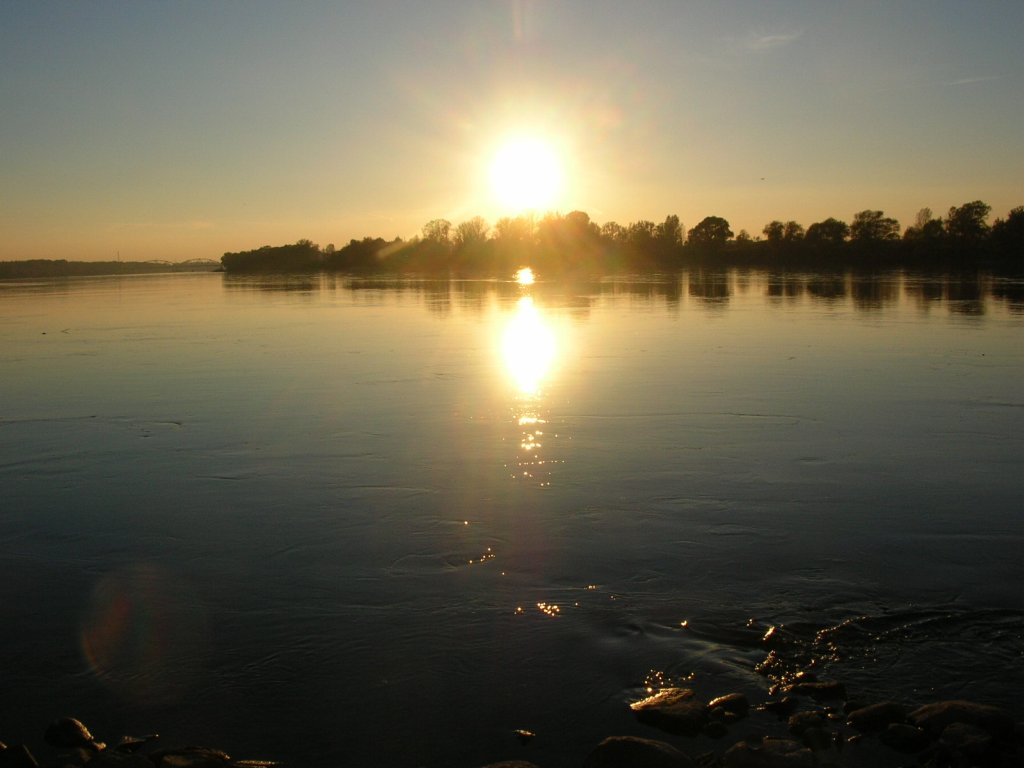
Wisła

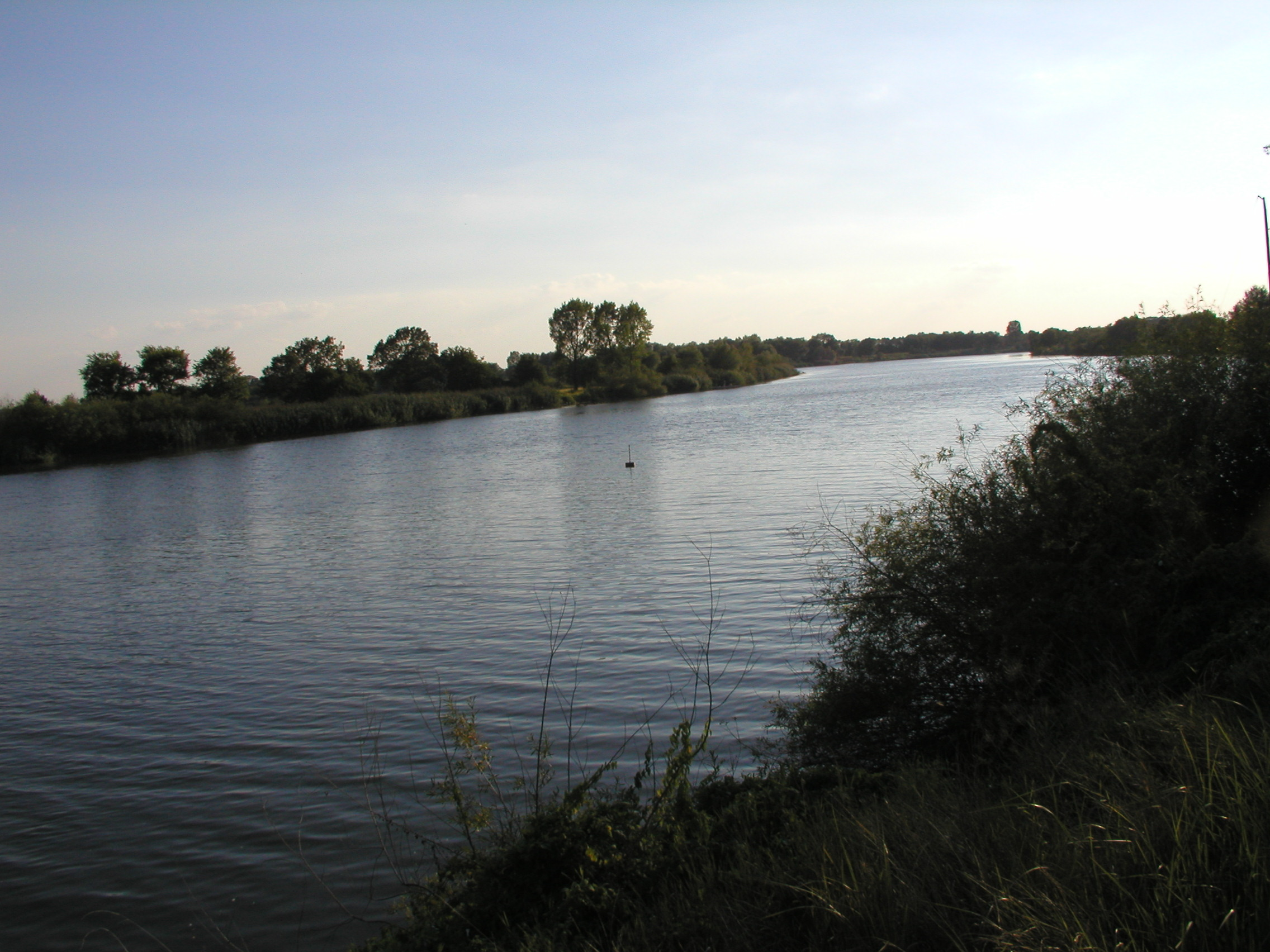
Odra

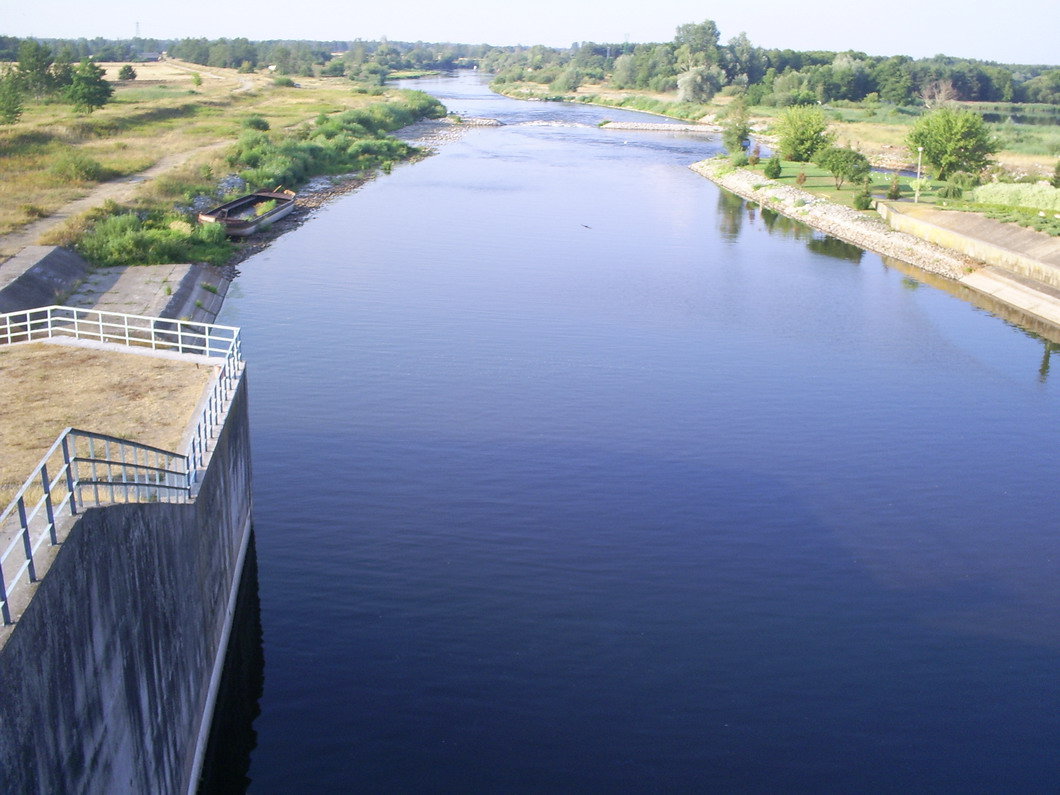
Warta

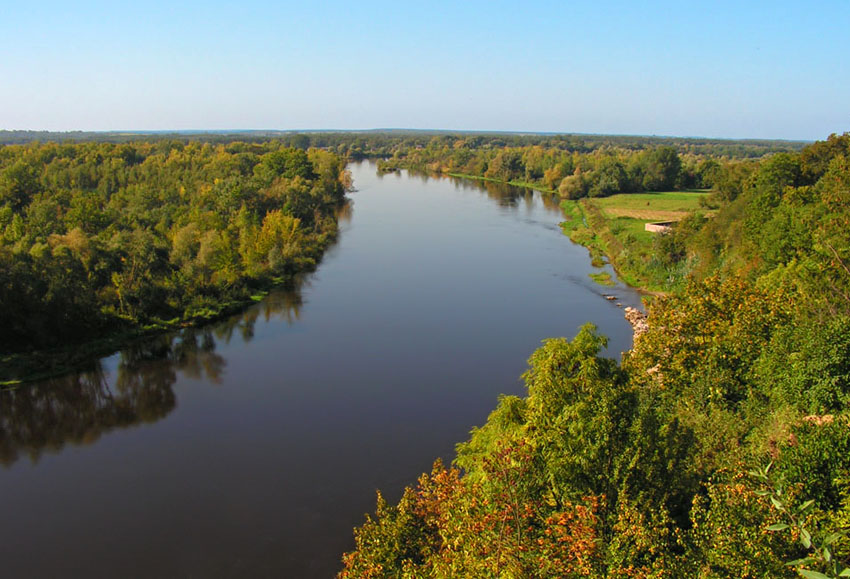
Bug

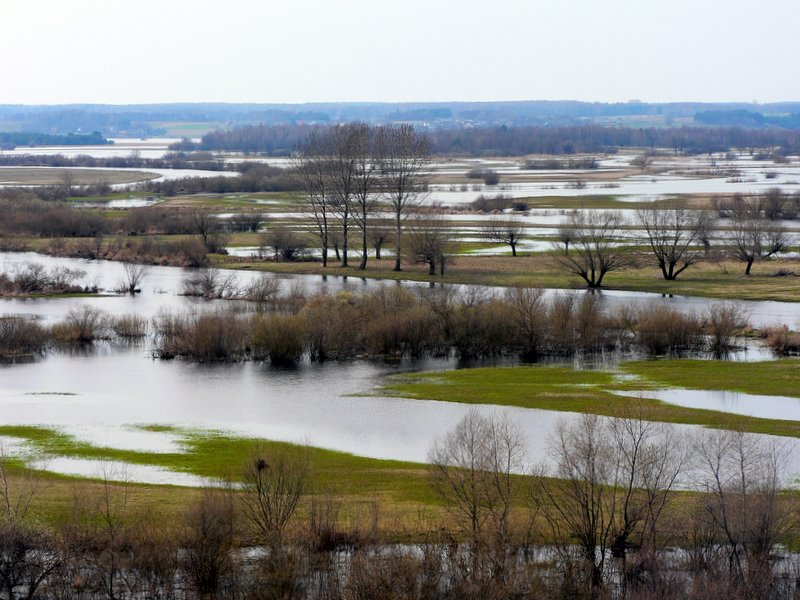
Narew

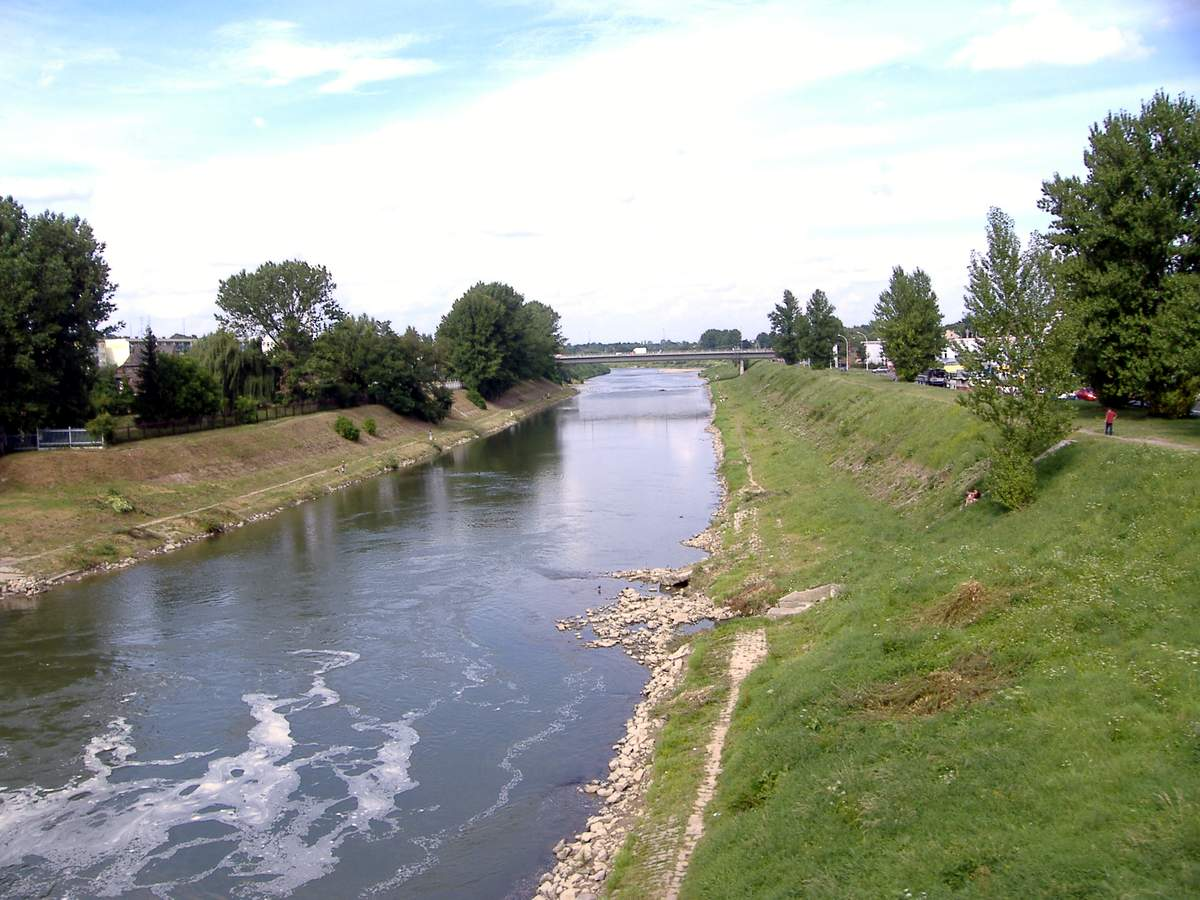
San

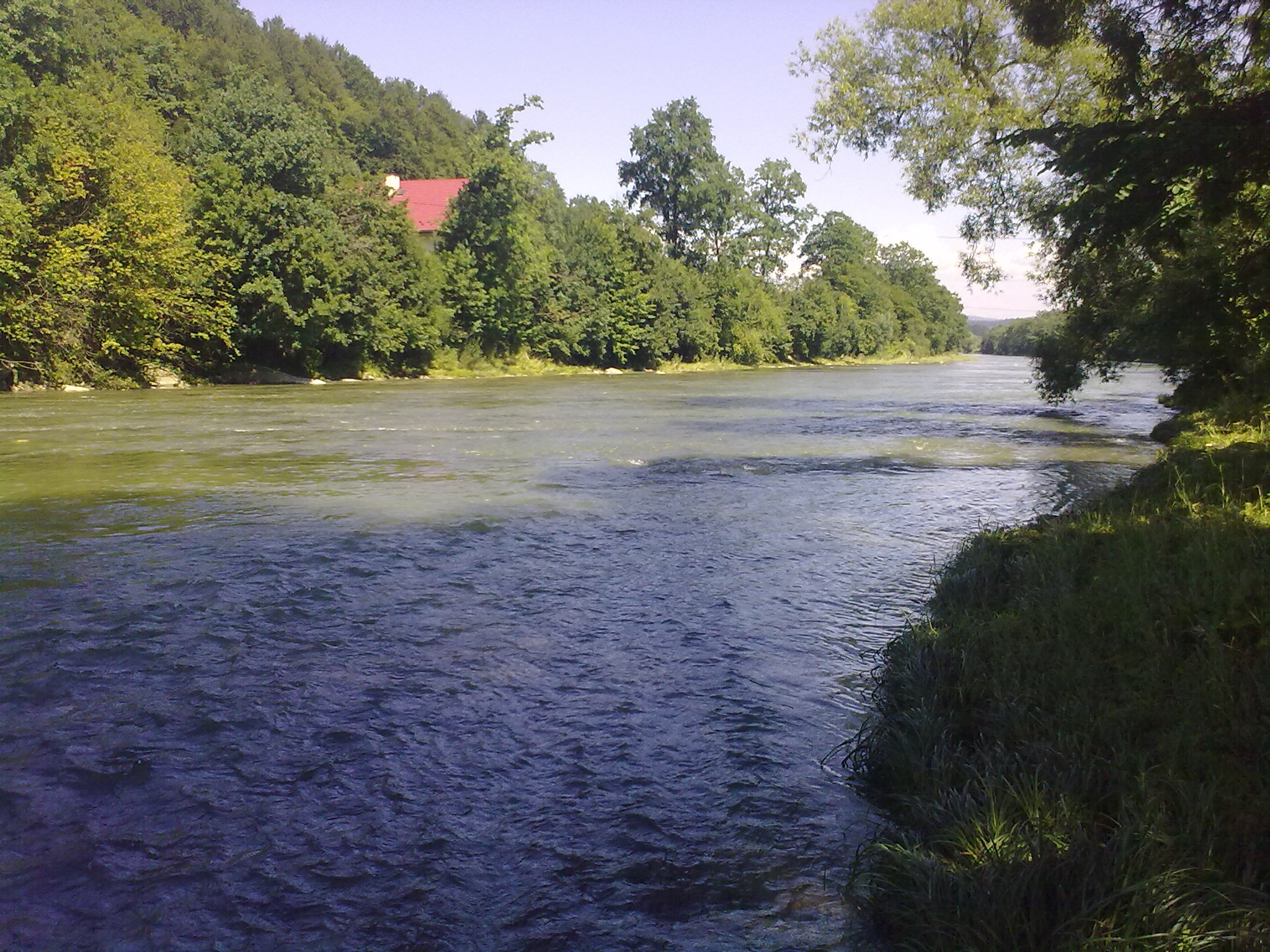
Osława

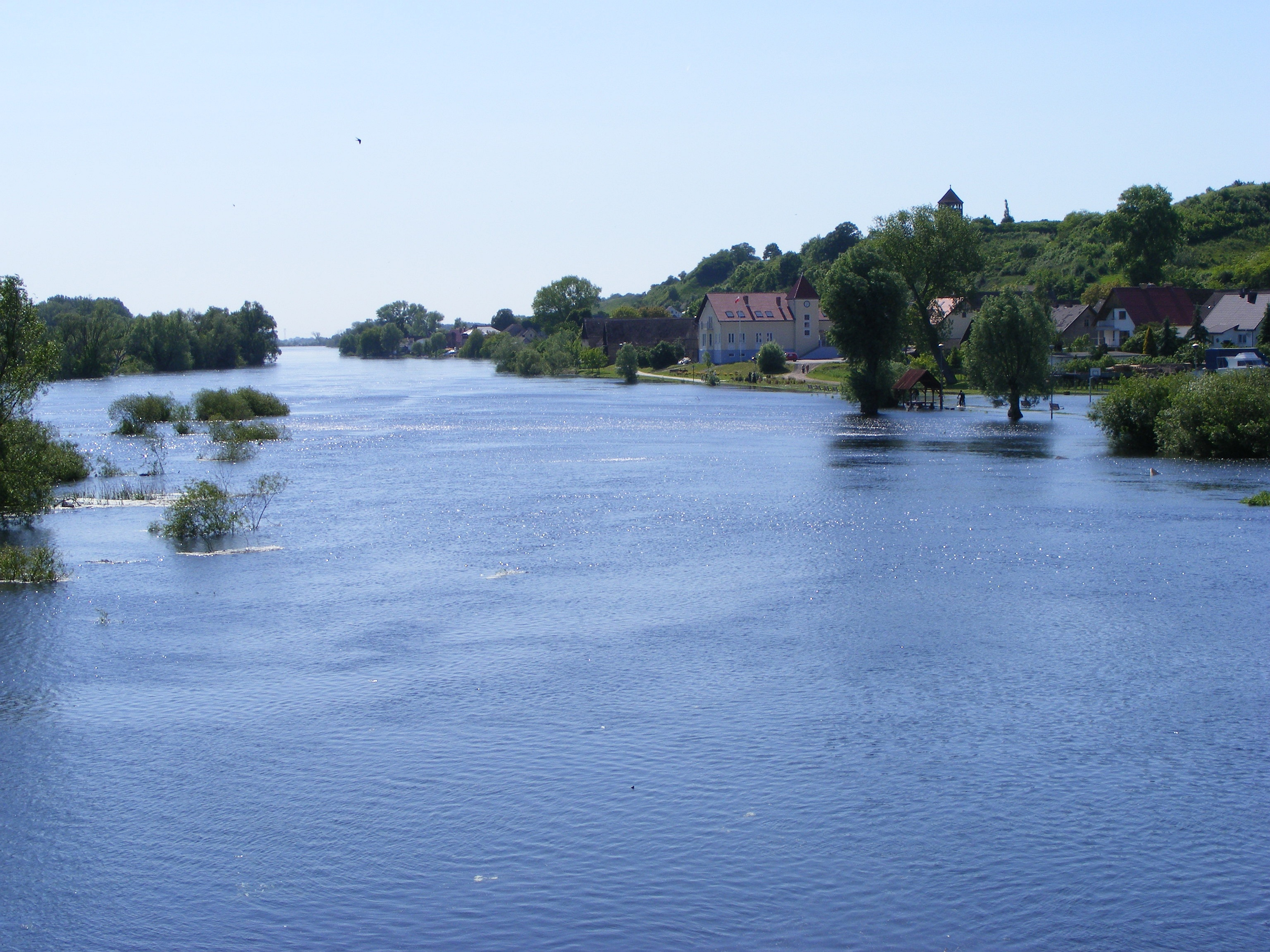
Noteć

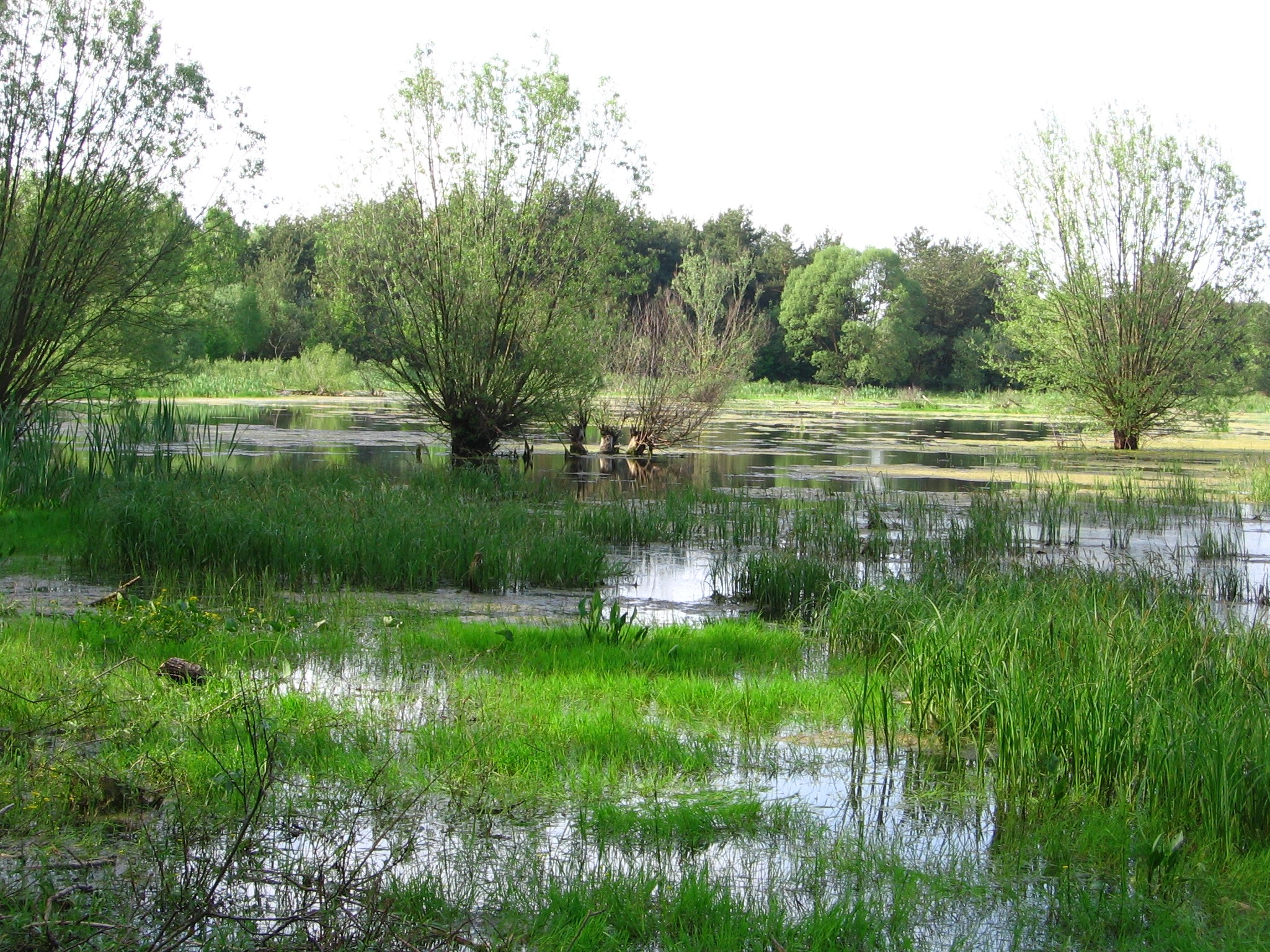
Pilica

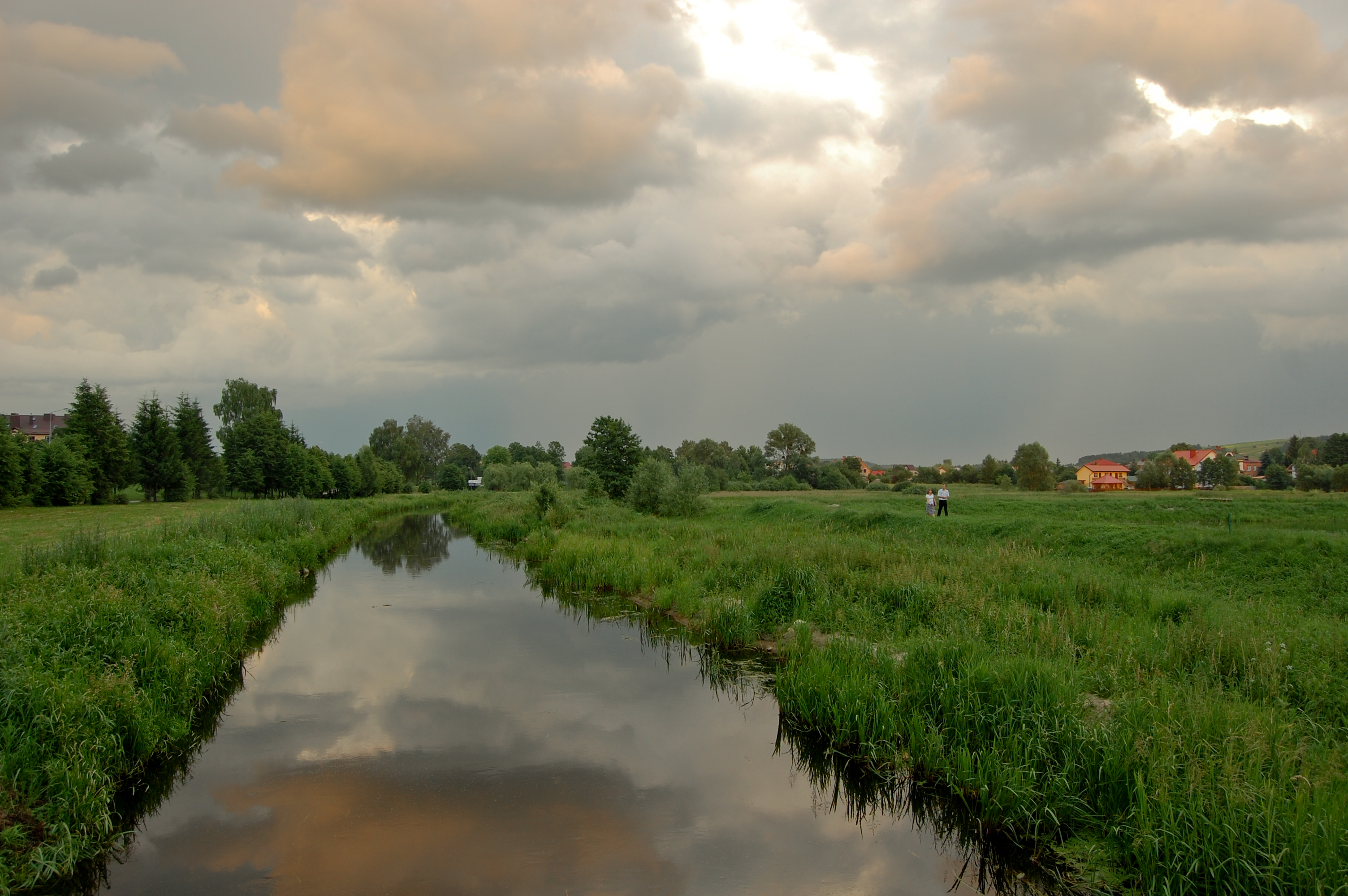
Wieprz

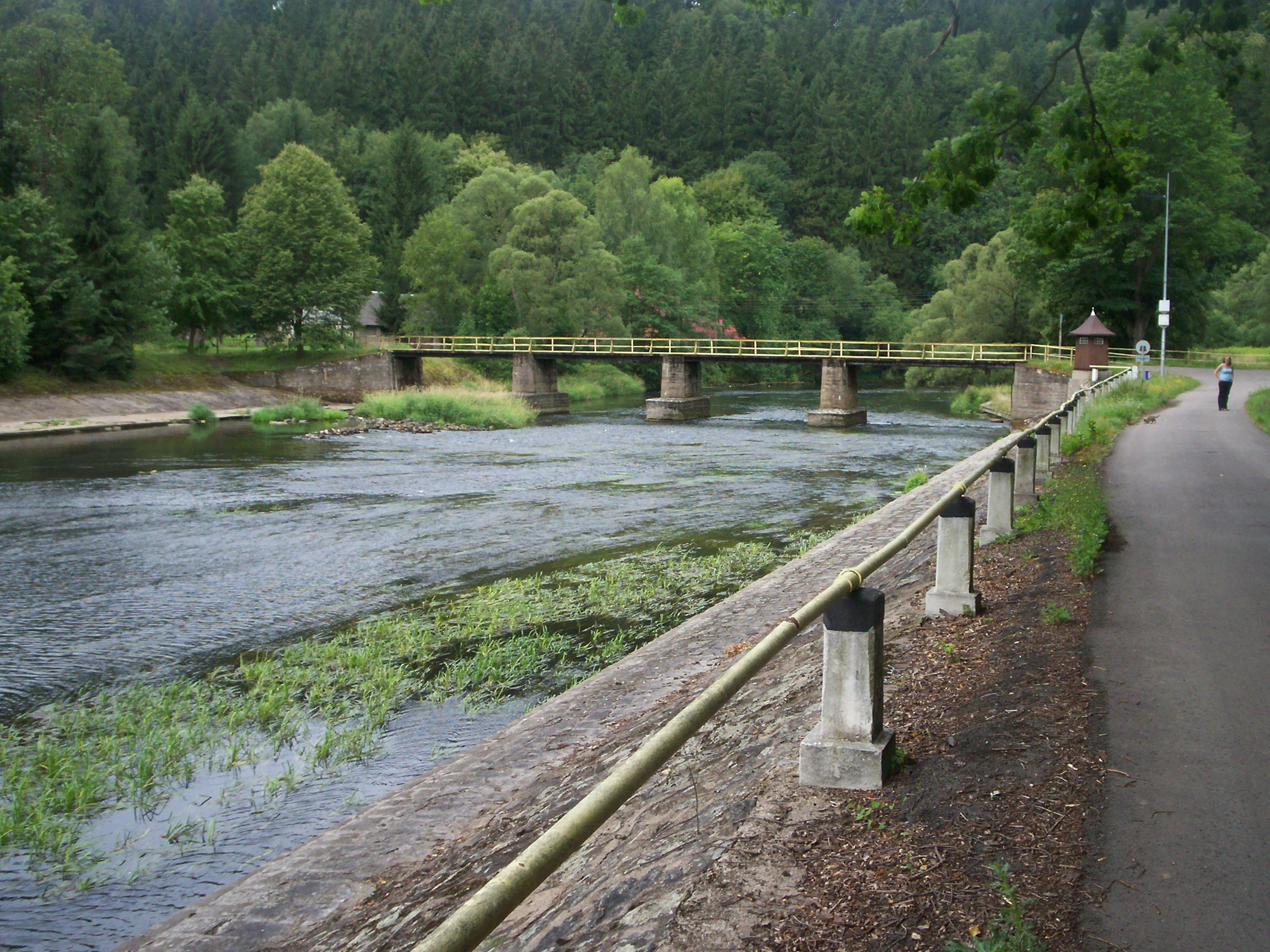
Bóbr

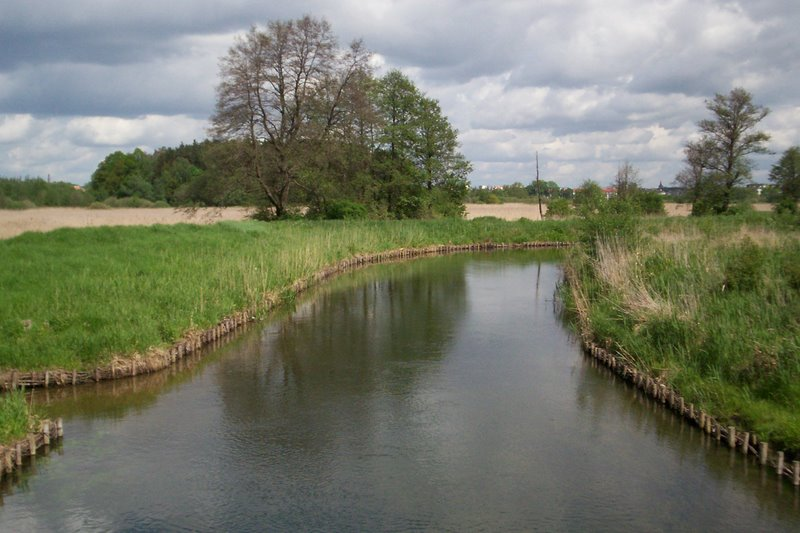
Łyna

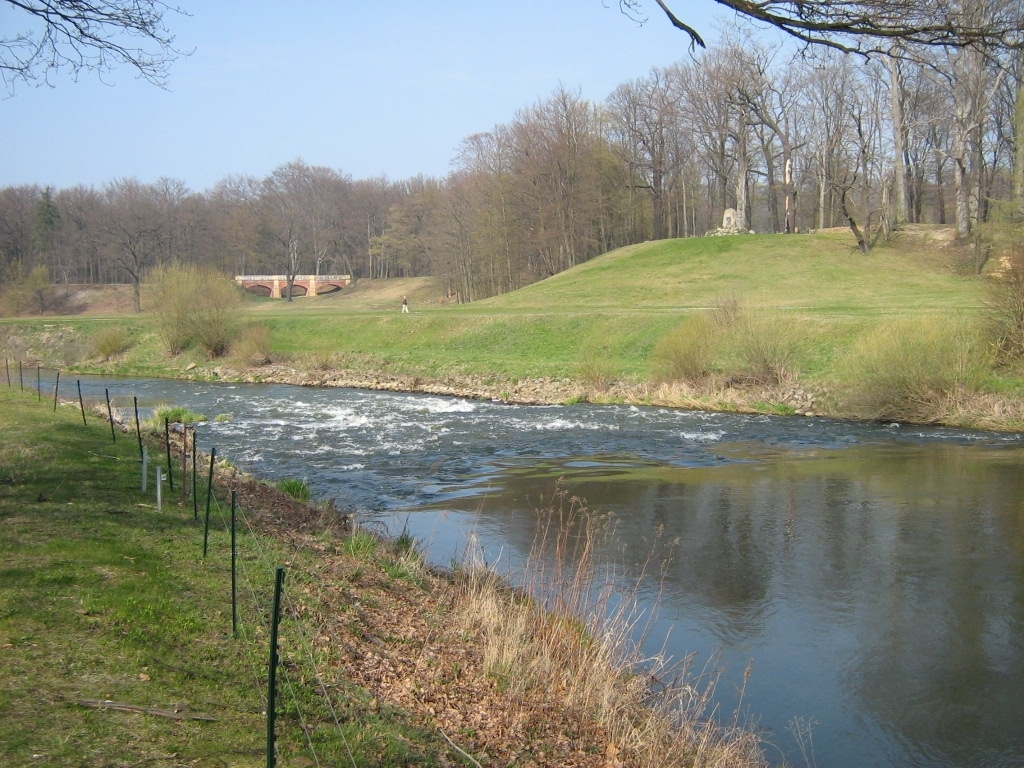
Nysa Łużycka

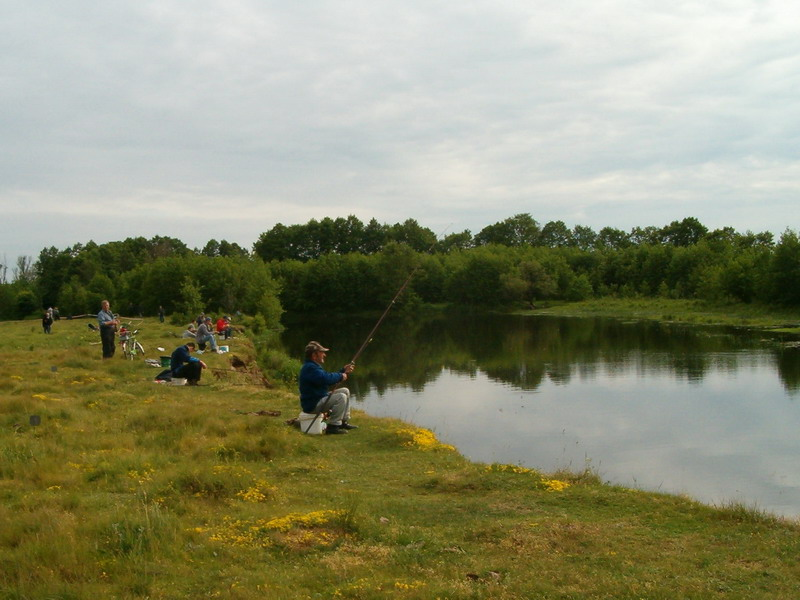
Wkra

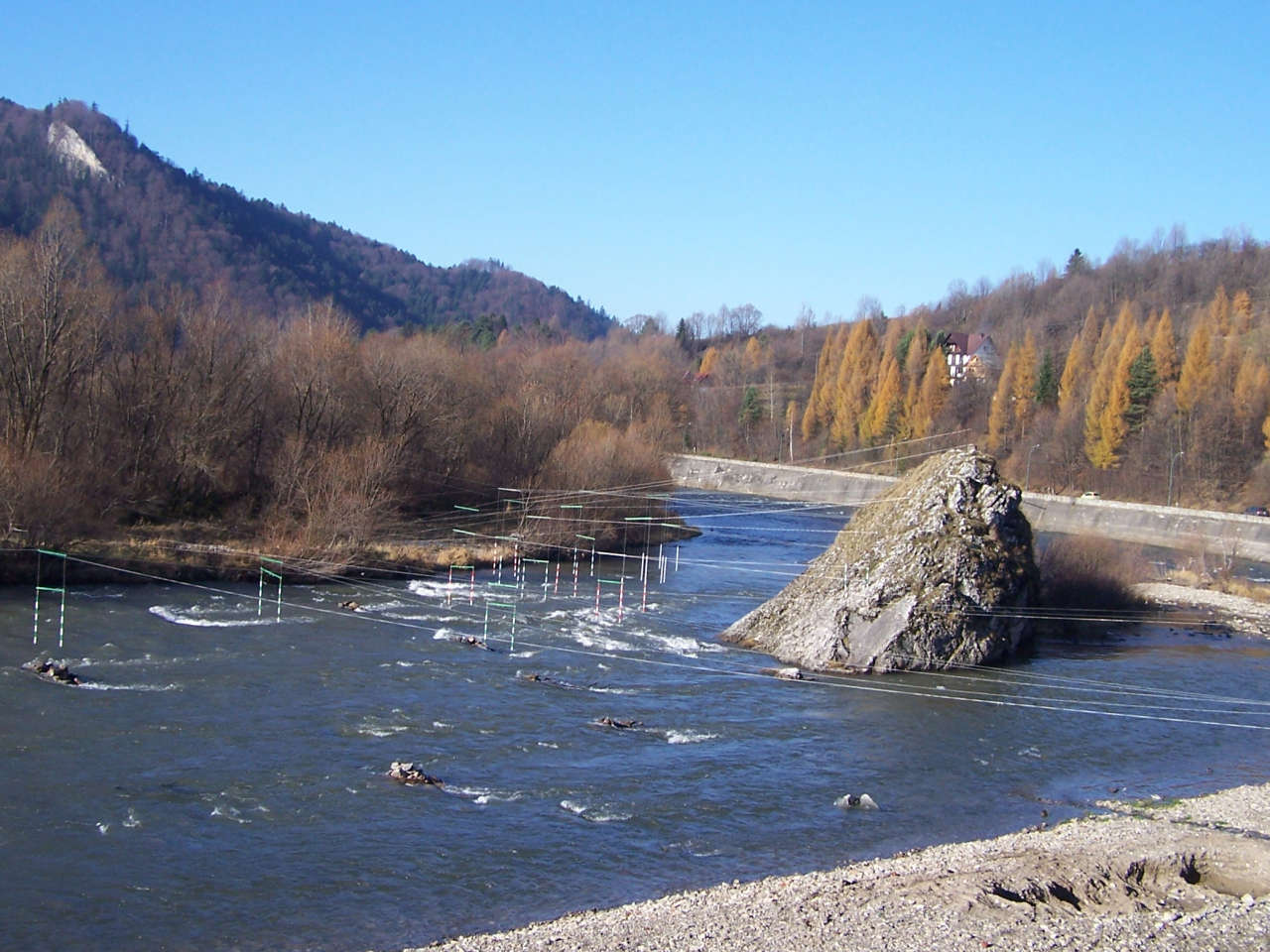
Dunajec

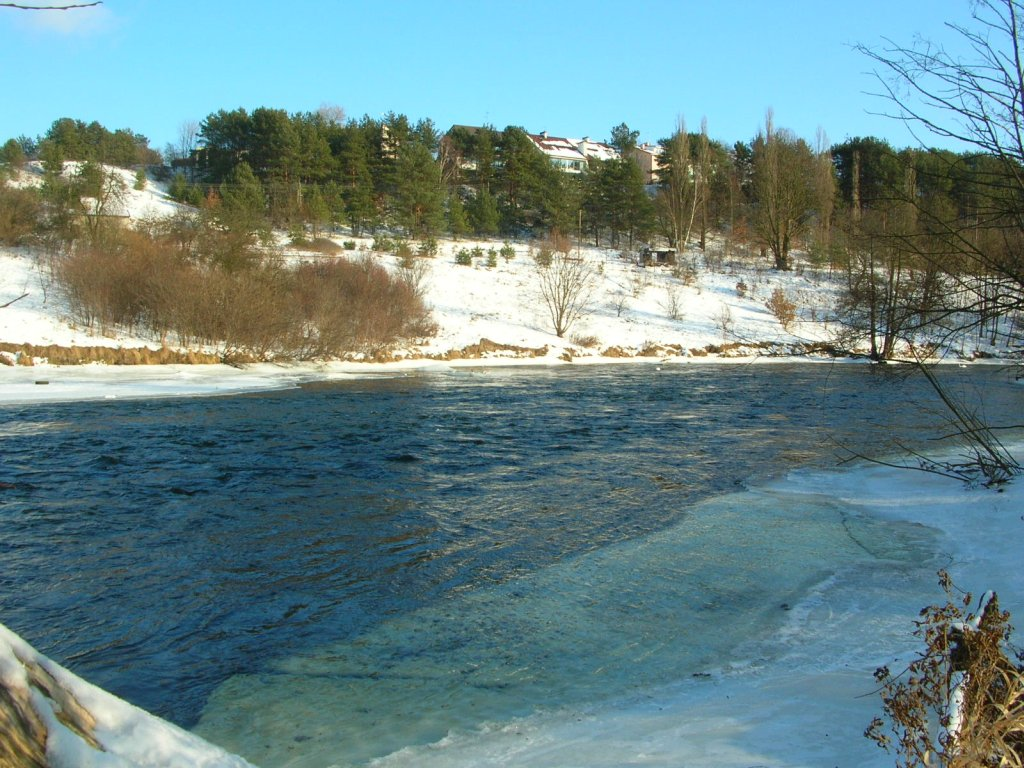
Brda

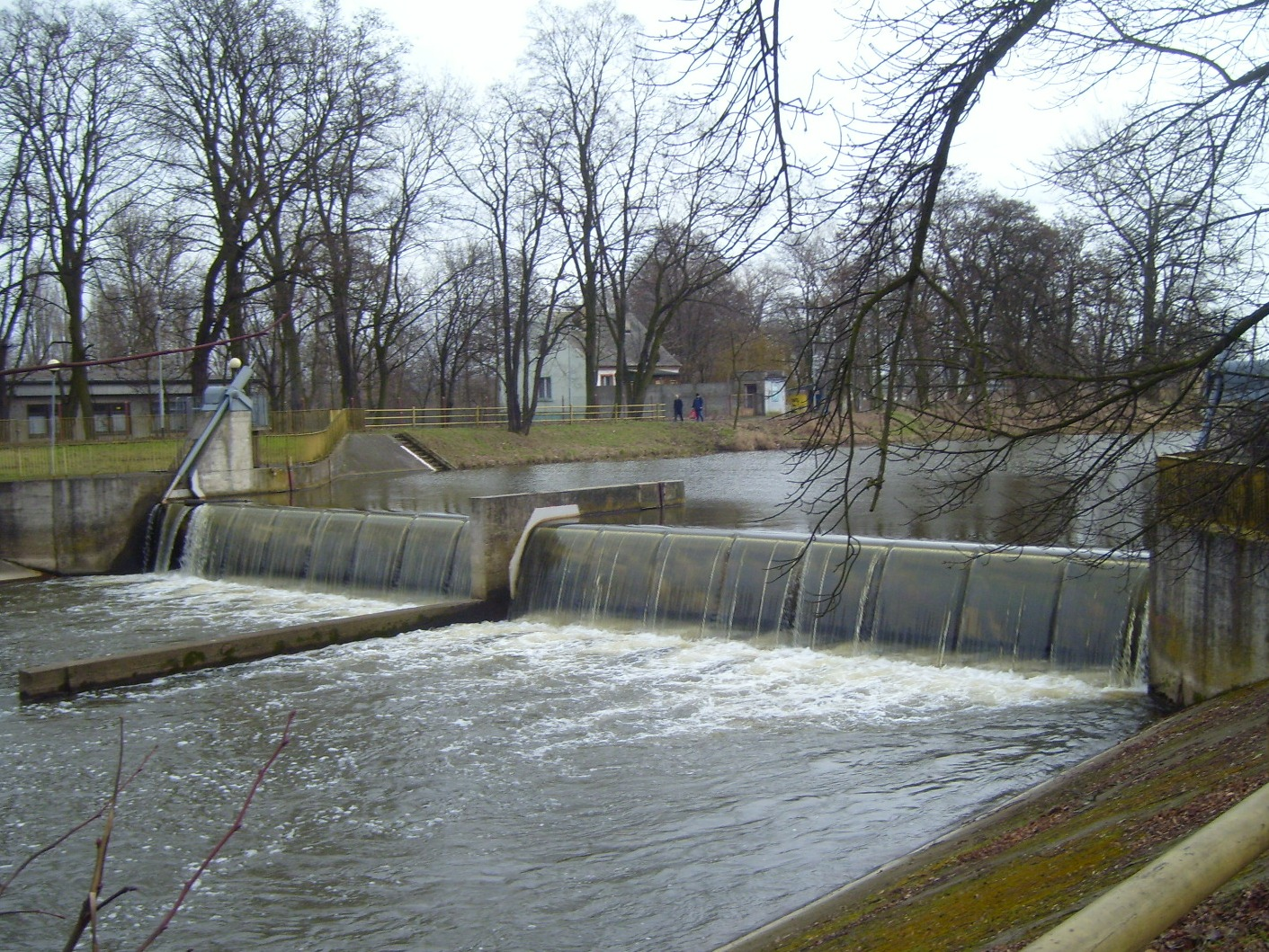
Prosna, Kanał Bernardyński

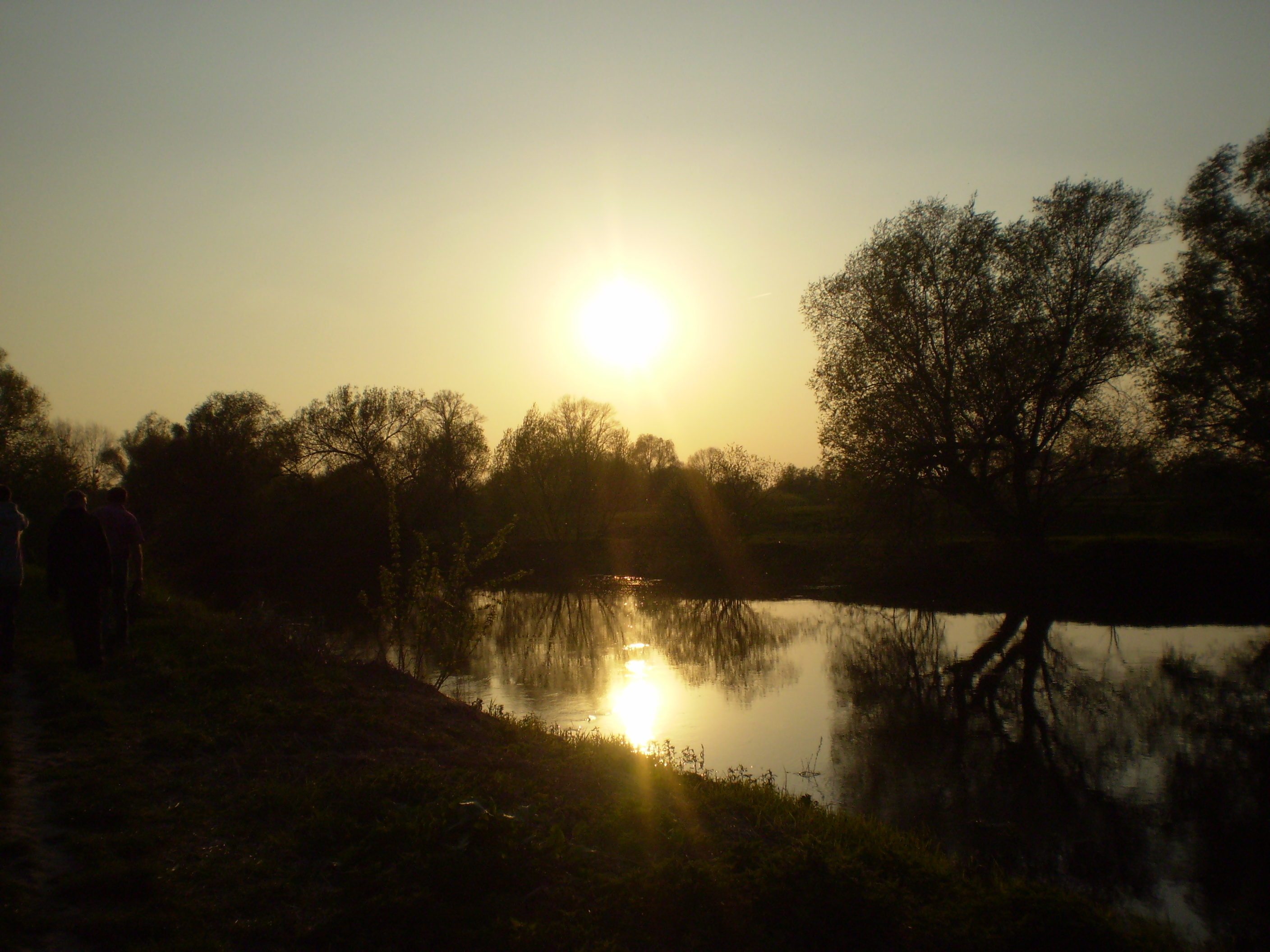
Drwęca

Rzeki płynące przez terytorium Polski należą do zlewisk trzech mórz:
- Morza Bałtyckiego – 99,7%:
  - dorzecze Wisły – 55,7%;
  - dorzecze Odry – 33,9%;
  - rzeki pobrzeża południowobałtyckiego – 9,3%;
  - dorzecze Niemna – 0,8%;
- Morza Czarnego – 0,2%:
  - dorzecze Dunaju (Orawa)
  - dorzecze Dniestru (Strwiąż);
- Morza Północnego – 0,1%:
  - dorzecze Łaby (Izera)[1].

Występuje asymetryczność dopływów Wisły i Odry. Ich lewe dorzecza są krótsze i mniej obfite w wodę w stosunku do dopływów prawych – Wisła – 27:73, Odra – 30:70. Jest to związane z nachyleniem powierzchni w kierunku północno-zachodnim oraz z rozwojem rzeźby terenu w trzeciorzędzie i czwartorzędzie.
Ujście Wisły i Odry ma charakter deltowy, delta Odry ma charakter delty wstecznej.
Gęstość sieci rzecznej w Polsce jest dość znaczna, lecz nieregularna. O znacznej gęstości w Karpatach i Sudetach (duże opady na słabo przepuszczalne podłoże o urozmaiconej rzeźbie), czterokrotnie rzadsza na wyżynach (znaczne przechodzenie wody w podłoże oraz głęboko zalegające wody gruntowe). Na terenach nizinnych gęsta sieć rzek występuje w okolicach o słabo przepuszczalnym podłożu.
Zasilanie rzek w Polsce jest śnieżno-deszczowe, z rzadszym zasileniem z dopływających wód podziemnych.
Występują dwa wysokie stany wód: na wiosnę, luty-kwiecień – w okresie zanikania pokrywy śnieżnej oraz latem, czerwiec-lipiec – podczas intensywnych opadów w górach. Najniższe stany wód mają miejsce wczesną jesienią. Na wybrzeżu Bałtyku wysokie stany wód mogą być także spowodowane spiętrzaniem wód morskich przez sztormy.
Zimą rzeki w Polsce zamarzają. Na zachodzie kraju na około miesiąc, w centrum i na wschodzie na około 3 miesiące. Występuje zjawisko późniejszego zanikania pokrywy lodowej na północy niż na południu, co sprzyja powstawaniu powodzi zatorowych.
Występuje zmienność stanu wód w rzekach. Najmniejsza amplituda wahań stanów wody mają rzeki pojezierzy, a największe większe rzeki górskie, np. Dunajec 9–10 m.

## Najdłuższe rzeki w Polsce
|    | Nazwa rzeki   | Długość (w km) | Na obszarze Polski (w km) | Powierzchnia dorzecza (w km²) | Na obszarze Polski (w km²) | Recypient         |
| -- | ------------- | -------------- | ------------------------- | ----------------------------- | -------------------------- | ----------------- |
| 1  | Wisła         | 1022           | 1022                      | 194 424                       | 168 699                    | Zatoka Gdańska    |
| 2  | Odra          | 854,3          | 742                       | 118 861                       | 106 056                    | Zalew Szczeciński |
| 3  | Warta         | 808,2          | 808,2                     | 54 529                        | 54 529                     | Odra              |
| 4  | Bug           | 772            | 587                       | 39 420                        | 19 395                     | Narew             |
| 5  | Narew         | 484            | 448                       | 75 200                        | 53 873                     | Wisła             |
| 6  | San           | 457,8          | 457                       | 16 861                        | 14 390                     | Wisła             |
| 7  | Noteć         | 391,3          | 391,3                     | 17 300                        | 17 300                     | Warta             |
| 8  | Pilica        | 319            | 319                       | 8341                          | 8341                       | Wisła             |
| 9  | Wieprz        | 303            | 303                       | 10 415                        | 10 415                     | Wisła             |
| 10 | Bóbr          | 272            | 270                       | 5876                          | 5830                       | Odra              |
| 11 | Łyna          | 264            | 190                       | 7126                          | 5719                       | Pregoła           |
| 12 | Nysa Łużycka  | 254,6          | 197,8                     | 4403                          | 2196                       | Odra              |
| 13 | Wkra          | 249,1          | 249,1                     | 5322                          | 5322                       | Narew             |
| 14 | Dunajec       | 247            | 247                       | 6804                          | 4854                       | Wisła             |
| 15 | Brda          | 238            | 238                       | 4627                          | 4627                       | Wisła             |
| 16 | Wisłok        | 228            | 228                       | 3540                          | 3540                       | San               |
| 17 | Prosna        | 216,8          | 216,8                     | 4925                          | 4925                       | Warta             |
| 18 | Drwęca        | 207            | 207                       | 5536                          | 5536                       | Wisła             |
| 19 | Wda           | 198            | 198                       | 2325                          | 2325                       | Wisła             |
| 20 | Drawa         | 185,9          | 185,9                     | 3296                          | 3296                       | Noteć             |
| 21 | Nysa Kłodzka  | 181,7          | 181,7                     | 4566                          | 3744                       | Odra              |
| 22 | Poprad        | 174,2          | 62                        | 2077                          | 483                        | Dunajec           |
| 23 | Pasłęka       | 169            | 169                       | 2294                          | 2294                       | Zalew Wiślany     |
| 24 | Rega          | 168            | 168                       | 2725                          | 2725                       | Morze Bałtyckie   |
| 25 | Bzura         | 166            | 166                       | 7788                          | 7788                       | Wisła             |
| 26 | Wisłoka       | 164            | 164                       | 4110                          | 4110                       | Wisła             |
| 27 | Obra          | 164            | 164                       | 2758                          | 2758                       | Warta             |
| 28 | Jegrznia      | 157            | 157                       | 1016                          | 1016                       | Biebrza           |
| 29 | Biebrza       | 155            | 155                       | 7051                          | 7051                       | Narew             |
| 30 | Wierzyca      | 151            | 151                       | 1600                          | 1600                       | Wisła             |
| 31 | Nida          | 151            | 151                       | 3865                          | 3865                       | Wisła             |
| 32 | Gwda          | 145            | 145                       | 4943                          | 4943                       | Noteć             |
| 33 | Czarna Hańcza | 142            | 108                       | 1916                          | 1612                       | Niemen            |
| 34 | Liwiec        | 142            | 142                       | 2780                          | 2780                       | Bug               |
| 35 | Orzyc         | 142            | 142                       | 2077                          | 2077                       | Narew             |
| 36 | Wieprza       | 140,3          | 140,3                     | 2170                          | 2170                       | Morze Bałtyckie   |
| 37 | Barycz        | 139            | 139                       | 5526                          | 5526                       | Odra              |
| 38 | Parsęta       | 139            | 139                       | 3151                          | 3151                       | Morze Bałtyckie   |
| 39 | Słupia        | 138,6          | 138,6                     | 1620                          | 1620                       | Morze Bałtyckie   |
| 40 | Kamienna      | 138            | 138                       | 2008                          | 2008                       | Wisła             |
| 41 | Ner           | 134            | 134                       | 1866                          | 1866                       | Warta             |
| 42 | Mała Panew    | 132            | 132                       | 2132                          | 2132                       | Odra              |
| 43 | Raba          | 132            | 132                       | 1537                          | 1528                       | Wisła             |
| 44 | Omulew        | 127            | 127                       | ?                             | ?                          | Narew             |
| 45 | Kwisa         | 126            | 126                       | 1026                          | 994                        | Bóbr              |
| 46 | Ina           | 126            | 126                       | 2151                          | 2151                       | Odra              |
| 47 | Krzna         | 120            | 120                       | 3353                          | 3353                       | Bug               |
| 48 | Wełna         | 118            | 118                       | 2621                          | 2621                       | Warta             |
| 49 | Łeba          | 117            | 117                       | 1801                          | 1801                       | Morze Bałtyckie   |
| 50 | Radomka       | 116            | 116                       | 2000                          | 2000                       | Wisła             |
| 51 | Tanew         | 114            | 114                       | 2338                          | 2338                       | San               |
| 52 | Skrwa         | 114            | 114                       | 1704                          | 1704                       | Wisła             |
| 53 | Ełk           | 113            | 113                       | 1524                          | 1524                       | Biebrza           |
| 54 | Widawa        | 109            | 109                       | 1716                          | 1716                       | Odra              |
| 55 | Wel           | 107            | 107                       | 822                           | 822                        | Drwęca            |
| 56 | Radunia       | 103            | 103                       | 837                           | 837                        | Motława           |
| 57 | Szkwa         | 103            | 103                       | 483                           | 483                        | Narew             |
| 58 | Netta         | 102            | 102                       | 1336                          | 1336                       | Biebrza           |
| 59 | Supraśl       | 102            | 102                       | 1844                          | 1844                       | Narew             |
| 60 | Biała         | 102            | 102                       | 983                           | 983                        | Dunajec           |
| 61 | Nurzec        | 100            | 100                       | 2102                          | 2102                       | Bug               |
| 62 | Oława         | 99             | 99                        | 1167                          | 1167                       | Odra              |

## Zlewisko Morza Bałtyckiego
Niektóre z większych rzek Polski wymienione w porządku hydrograficznym w kolejności od ujścia do źródeł. Litery P lub L oznaczają dopływ prawy lub lewy.

### Dorzecze Odry
| - Stary Zdrój - Rega → dorzecze Regi - Błotnica - Parsęta → dorzecze Parsęty - Malechowska Struga - Czerwona - Jamieński Nurt - Kanał Szczuczy - Martwa Woda - Wieprza → dorzecze Wieprzy - ujście wód (przetoka wodna) z jeziora Kopań - Głównica - Potynia - Czarna - Słupia - P Skotawa - L Kamienica - L Kwacza - L Bytowa - Orzechowa - Łupawa - P Bukowina - Łeba - P Chełst - Lubiatówka - Bezimienna - Piaśnica - Czarna Woda - Płutnica - Kanał Żelistrzewo - Gizdepka - Kanał Mrzezino - Reda - Zagórska Struga - Kanał Leniwy - Chylonka - Kacza - Potok Kolibkowski - Swelina - Kamienny Potok - Karlikowski Potok - Potok Oliwski | Zalew Szczeciński: - Karwia Struga - Pleśnica - Krampa - Karpina - Gowienica - Łącki Rów - Kanał Czarnociński - Kanał Śmieciowy - Kanał Torfowy Świna: - Ognica - Rzecki Nurt Dziwna: - Szczuczyna - Kurawa - Lewieńska Struga - Skarchówka, - Dusinka (Wołczenica) - Świniec Zalew Wiślany: - Nogat - Szkarpawa - Elbląg - Bauda - Pasłęka - P Drwęca Warmińska - Pregoła (Rosja) - Węgorapa - L Łyna - P Guber - L Dajna - L Świsłocz - L Szeszupa - L Czarna Hańcza - L Marycha |

## Zlewisko Morza Czarnego
Niektóre z większych rzek Polski wymienione w porządku hydrograficznym w kolejności od ujścia do źródeł. Litery P lub L oznaczają dopływ prawy lub lewy.

### Dorzecze Dniestru(inne języki)
- L Strwiąż
  - L Łodynka
  - L Łodyna
  - P Olchy
  - P Jasieńka
  - P Smorz
  - P Stebnik
  - P Maksymów
- L Mszaniec
  - P Mszanka
- L Lechniewa

### Dorzecze Dunaju(inne języki)
- Czarna Orawa
- Czadeczka
  - L Krężelka

## Zlewisko Morza Północnego
Niektóre z większych rzek Polski wymienione w porządku hydrograficznym w kolejności od ujścia do źródeł. Litery P lub L oznaczają dopływ prawy lub lewy.

### Dorzecze Łaby(inne języki)
- P Izera
- P Dzika Orlica
- P Szkło
- P Czermnica